# Salvador Jàfer
Salvador Jàfer i Sanxis, né à El Ràfol de Salem (Valence) le 31 janvier 1954, est un poète et  traducteur espagnol d'expression catalane.

## Biographie
Membre de la génération de jeunes poètes valenciens émergeant dans les années 1970, il apparaît comme l'une figures les plus prometteuses de l'anthologie Carn fresca (1974) d'Amadeu Fabregat,,.
Le poème Oda estranya a València remporte l'églantine d'or aux Jeux floraux de Barcelone de 1982,.
Il est traducteur en catalan d'Henri Michaux, Pier Paolo Pasolini, Rafael Alberti, Federico García Lorca, Fernando Pessoa et Wallace Stevens,.

## Poésie
Oda estranya a València (« L'Ode étrange à Valence », 1982) est écrit dans le contexte de la fin de la Transition démocratique. Ce sont les années de l'ère de Reagan et Thatcher qui commence dans le monde occidental ; en Espagne, une transition alors qualifiée d'exemplaire vient de s'achever, laissant au Pays valencien un peuple démobilisé et désillusionné, avec une un statut d'autonomie ne s'approchant que peu des idéaux manifestés dans la rue au cours des dernières années de la décennie précédente. Dans Oda estranya a València, Jàfer fait le constat de ce désenchantement, de l'échec et la fin de l'utopie,,.
Écrit entre 1984 et 1986, Navegant obscur débute par un micro-essai sur l'acte poétique intitulé «Perdut en un paisatge glaçat d’Yves Tanguy» (« Perdu dans un paysage gelé d'Yves Tanguy ») dans lequel Jàfer explique, à travers des références poétiques, sa recherche personnelle de naturalité poétique avec rigueur. Dans un monde où tout et tout le monde aspirent à être ludiques, sans transcendance et momentanés, :
« l’home nostre contemporani s’avorreix, s’avorreix en la misèria o en la superabundància anorreadora, sotraguejat per espasmes, condensat en microxips: informació controlada pels qui creuen que tot ho posseeixen, que tot ho poden posseir. Vivim a base de narcòtics. »
« notre homme contemporain s'ennuie, il s'ennuie dans la misère ou dans une surabondance annihilatrice, secoué de spasmes, condensé dans des micropuces : l'informations contrôlée par ceux qui croient tout posséder, qu'ils peuvent tout posséder. Nous vivons sur la base de narcotiques. »
L’idée de contrôle, d’ennui, contre quoi la Valence de la contre-culture proposait déjà des alternatives, demeure très présente.
Dans un écrit précédent, Europa (« Europe », 1984), Salvador Jàfer rend un hommage particulier au rock de sa génération, qu'il entend comme « el conjunt de població determinada per uns marges d’edat, que ha rebut una educació i unes influències culturals i socials semblants » (« l'ensemble de la population déterminée par des tranches d'âge, qui a reçu une éducation et des influences culturelles et sociales similaires ») et ainsi, il offre, comme dans un jeu métalinguistique, des poèmes avec des titres tels que : «¡Quina generació!» (« Quelle génération ! »), en référence à David Bowie et Nina Hagen ; «¿Quina regeneració?» (« Quelle régénération ? »), en référence à La Mode (es) et Derribos Arias (es) ; «¡Quina degeneració!» (« Quelle dégénérescence [ou 'dégénération'] ! »), en mentionnant Lucio Battisti. Quelque chose n’a pas fonctionné car le monde n’admet plus la critique du poète, :
« ¿I què pot fer un salvatge en una societat ociosa que excita la competitivitat per disfressar el fàstic? Potser ja no hi ha vida forta, guanys difícils, riscs d’amor. Preferesc ser primitiu, ignorant i selvàtic. ¡Bona sort, navegants! ¡Bona sort, argonautes! »
« Et que peut faire un sauvage dans une société oisive qui excite la compétitivité pour masquer le dégoût ? » Peut-être qu'il n'y a plus de vie forte, de gains difficiles, de risques d'amour. Je préfère être primitif, ignorant et sauvage. Bonne chance, navigateurs ! Bonne chance, argonautes ! »

## Publications
- 1974 : L'esmorteïda estela de la platja[1],[2]
- 1975 : Lívius diamant[1],[2]
- 1981 : Tres il·luminacions[1],[2]
- 1984 : Els caçadors salvatges[1],[2]
- 1987 : Navegant obscur[1],[2]
- 1988 : Produccions ansietat (1970-1988)[1],[2]